# Ковтаюча акула західна
Ковтаюча акула західна (Centrophorus westraliensis) — акула з роду Ковтаюча акула родини Ковтаючі акули.

## Опис
Загальна довжина сягає 91 см. Спостерігається статевий диморфізм: самиця більша за самця. Голова помірно довга, становить 24,7 % довжини усього тіла. Морда загострена та довга — 10,9-12,4 % довжини всього тіла. Очі помірно великі, овально-горизонтальної форми. Рот доволі широкий. Зуби мають боковий нахил. Зуби нижньої щелепи значно більші за верхньої. Тулуб щільний, веретеноподібний. Грудні плавці та хвостовий плавець великі. Має 2 спинних плавця. Передній спинний плавець більше заднього. Анальний плавець відсутній.
Забарвлення сіро-коричневе. У молодих особин на спинних плавцях присутня чорна пляма.

## Спосіб життя
Тримається на глибині 600—800 м. Активний хижак. Це бентофаг. Живиться дрібною рибою та головоногими молюсками.
Це яйцеживородна акула. Самиця народжує акуленят завдовжки 30 см. Має низьку плодючість.

## Розповсюдження
Мешкає в Індійському океані — уздовж південно-західного узбережжя островів Індонезії, західної та південної Австралії, о. Тасманія.